# Reichsgau Steiermark
O Reichsgau Estíria (alemão: Reichsgau Steiermark) foi uma divisão administrativa da Alemanha Nazista que consistia em áreas na Estíria, Baixa Estíria e partes do sul da Burguenlândia. Existiu de 1938 a 1945.

## História
O sistema nazista Gau (plural Gaue) foi originalmente estabelecido em uma conferência do partido em 22 de maio de 1926, a fim de melhorar a administração da estrutura partidária. A partir de 1933, após a tomada do poder pelos nazistas, o Gaue substituiu cada vez mais os estados alemães como subdivisões administrativas na Alemanha. Em 12 de março de 1938, a Alemanha nazista anexou a Áustria e em 24 de maio as províncias austríacas foram reorganizadas e substituídas por sete partidos nazistas Gaue. De acordo com a lei Ostmarkgesetz de 14 de abril de 1939, com efeitos a partir de 1º de maio, os Gaue austríacos foram elevados ao status de Reichsgaue e seus Gauleiters também foram posteriormente chamados de Reichsstatthalters.
À frente de cada Gau estava um Gauleiter, posição que se tornou cada vez mais poderosa, especialmente após a eclosão da Segunda Guerra Mundial. Os Gauleiters locais foram responsáveis pela propaganda e vigilância e, a partir de setembro de 1944, pelo Volkssturm e pela defesa do Gau.
A posição de Gauleiter na Estíria foi ocupada por Siegfried Uiberreither ao longo da história do Reichsgau, de 1938 a 1945.